# Gerard Engels

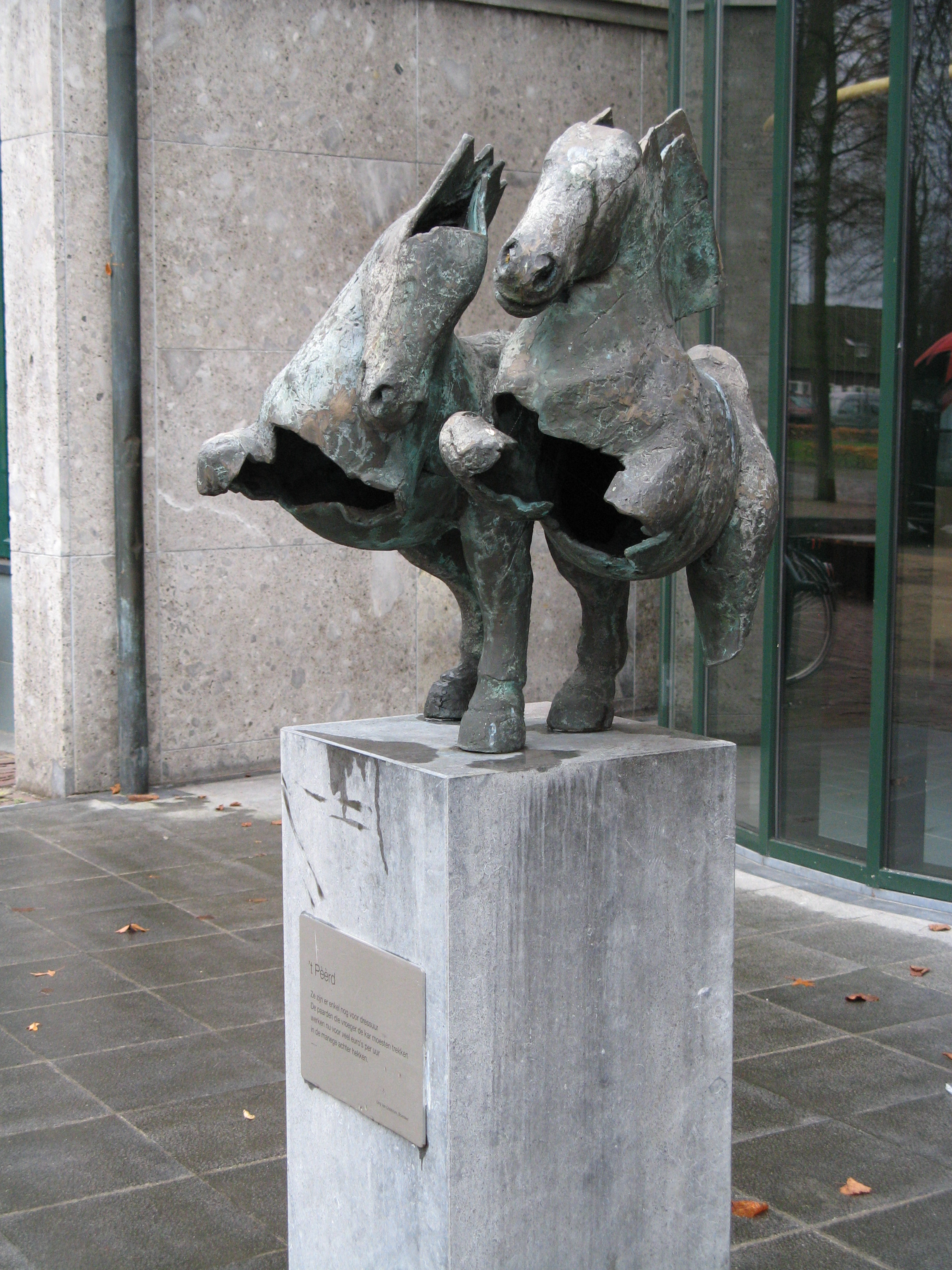
"Ut Pèèrd" (1997), Sint Anthonis

Gerard Engels (Deurne, 14 september 1945) is een Nederlandse beeldhouwer.

## Leven en werk
Engels volgde een opleiding industrieel ontwerpen aan de Academie voor Industriële Vormgeving in Eindhoven. Zijn opleiding richtte zich naast het industrieel ontwerpen op abstracte vormgeving in vele verschillende materialen zoals hout, kunststoffen en metalen. De kunstenaar is als beeldhouwer autodidact en geeft daarbij de voorkeur aan figuratieve kunst, waarbij zijn paarden en menselijke figuren, vooral torsi, zijn geabstraheerd. Engels woont en werkt in België en Frankrijk en exposeert in galeries en beeldentuinen in Nederland, België en Frankrijk.

## Enkele werken in de openbare ruimte
- 1987 Landschapsscherm, Burgemeester Bergerpark in Venlo
- 1997 Ut Pèèrd, op de Brink in Sint Anthonis

- RKD-Nederlands Instituut voor Kunstgeschiedenis: 26323